# Imperiul Massina

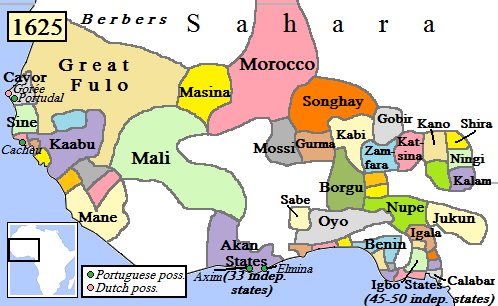
Africa de vest în cca. 1500

Imperiul Massina (cunoscut și sub numele: Dina de Massina, Statul Jihadist Sise și Califatul din Hamdullahi) a fost un stat jihadist Fulbe de la începutul secolului al XIX-lea, centrat în zona Deltei interioare a Nigerului, în ceea ce acum sunt regiunile din Mali Mopti și Ségou. Capitala sa era la Hamdullahi.

## Istorie
Populația Fula din regiune a fost timp de secole vasala statelor mai mari, incluzând Imperiul Mali (secolele al XIII-lea-al XIV-lea), Imperiul Songhai (secolul al XV-lea), pașalele marocane din Tomboctou (secolul al XVI-lea) și Imperiul Bambara de la Ségou (secolul al XVII-lea).
Până la începutul anilor 1800, multe dintre aceste state mai mari au decăzut și, insprați de recentele răscoale musulmane ale lui Usman dan Fodio din apropierea Hausa, eforturile predicatorului și reformatorului social Seku Amadu au dus la renașterea religioasă în patria sa. Lupta timpurie a creat conducerea Massina, iar în 1818, Seku Amadu a condus un jihad împotriva Imperiului Bambara în 1818. Imperiul s-a extins rapid, ocupând Djené în 1819 și instituind o nouă capitală la Hamdullahi în 1820.
La apogeul imperiului, o armată de 10.000 de soldați era staționată în oraș, iar Seku Amadu a ordonat construirea a șase sute de medrese pentru a continua propagarea islamului. Alcoolul, tutunul, muzica și dansul au fost interzise în conformitate cu legea islamică, în timp ce un sistem de asistență socială oferea bunuri pentru văduve și orfani. O interpretare strictă a ordonanțelor islamice împotriva ostentației l-a determinat pe Amadu să ordone abandonarea Marii Moschei din Djenné și toate viitoarele moschei au fost construite cu tavane joase și fără decorațiuni sau minarete.
Una dintre cele mai durabile realizări a fost un cod care reglementează utilizarea regiunii deltei interioare a Nigerului de către crescătorii de bovine Fula și mai multe comunități agricole.
În 1825, Seku Amadu a cucerit Timbuktu. A murit în 1845, lăsându-l la cârma imperiului Massina pe fiul său, Amadu II, care a fost succedat de fiul său Amadu al III-lea.
În 1862, Omar Tall din Toucouleur a lansat un atac asupra Massinei de la baza sa recent asigurată din Ségou. După o serie de bătălii sângeroase, a intrat în Hamdullahi pe 16 martie, distrugând-o. Amadu al III-lea a fost capturat și ucis. Deși rezistența a continuat pentru o scurtă perioadă sub fratele lui Amadu al III-lea, Ba Lobbo, distrugerea a marcat sfârșitul efectiv al Imperiului Massina.{nc}